# Gare de Juziers
Gare de Juziers vasútállomás Franciaországban, Juziers településen.

## Vasútvonalak
Az állomást az alábbi vasútvonalak érintik:
- Párizs-Saint-Lazare-Mantes-Station via Conflans-Sainte-Honorine-vasútvonal

## Kapcsolódó állomások
A vasútállomáshoz az alábbi állomások vannak a legközelebb:
- Gare de Gargenville (Gare de Vernon, Transilien J vonal)
- Gare de Meulan - Hardricourt (Paris Gare Saint-Lazare, Transilien J vonal)